# Vanga curvirostris
Vanga curvirostris là một loài chim trong họ Vangidae.
Đây là loài đặc hữu của Madagascar. Môi trường sống tự nhiên của chúng là rừng nhiệt đới hoặc cận nhiệt đới khô, rừng ẩm vùng đất thấp nhiệt đới hoặc cận nhiệt đới, và rừng núi ẩm nhiệt đới hoặc cận nhiệt đới.